# Gabriel Paraschiv
Gabriel Ioan Paraschiv (* 27. března 1978 Moreni, Rumunsko) je bývalý rumunský fotbalový záložník, který ukončil kariéru v rumunském klubu FC Oțelul Galați.

## Klubová kariéra
S klubem FC Oțelul Galați vyhrál první rumunskou ligu (v sezóně 2010/11) a následně v červenci 2011 i rumunský Superpohár (po výhře 1:0 nad FC Steaua București).
V prosinci 2013 ukončil profesionální hráčskou kariéru.

## Reprezentační kariéra
Gabriel Paraschiv reprezentoval Rumunsko v jediném utkání, nastoupil za A-mužstvo 20. srpna 2008 proti Lotyšsku (výhra 1:0).